# Abraxas semilutea
Abraxas semilutea är en fjärilsart som beskrevs av Rayner 1910. Abraxas semilutea ingår i släktet Abraxas och familjen mätare. Inga underarter finns listade i Catalogue of Life.